# Clase Tamandaré
Las Fragatas Clase Tamandaré son la nueva clase de fragatas de la Marina de Brasil, consistirán inicialmente en cuatro barcos construidos en el Astillero Oceana en la ciudad de Itajaí, Estado de Santa Catarina con base en un proyecto alemán MEKO. 
El 5 de marzo de 2020 se formalizó el contrato por el monto de R $ 9,1 mil millones para la construcción de las cuatro fragatas por el Consórcio Águas Azuis, compuesto por ThyssenKrupp Marine Systems (TKMS), Embraer  EDS y el Astillero Oceana.
Los sensores seleccionados fueron los radares TRS 4D ROT y RAYTHEON Navigation, dirección de tiro Thales STIR 1.2 EO MK2, optrónica SAAN PASEO XLR, sonar ATLAS Elektronik ASO713 y señuelos TERMA C-GUARD. 
El armamento consistirá en un cañón 76/62 mm y un 30mm, sistema VLS MBDA con 12 celdas para misiles Sea Ceptor (CAMM), misil antibuque MSS MANSUP, sistema de lanzamiento de torpedos SEA TLS-TT y ametralladoras FN Herstal Sea Defender de 12,7 mm, contará también con un hangar para helicóptero de peso medio capaz de operar los SeaHawks o Super Linx de la armada.

## Proyecto
El consorcio Águas Azuis, liderado por Thyssenkrupp Marine Systems presentó su propuesta de fragata, basada en el diseño original de la MEKO A-100 Light Frigate con tonelaje ampliado de 3.000 a 3.500 toneladas, mayor eslora, varios nuevos sistemas de última generación como el radar Hensoldt TRS-4D AESA, control de armas y fuego. TKMS también presentó compensaciones a la Armada de Brasil, como la remotaización de los submarinos de la clase Tupi construidos por la misma empresa en las décadas de 1980 y 1990.
Atech, empresa del Grupo Embraer, será proveedora del CMS (Sistema de Gestión de Combate) y del IPMS (Sistema Integrado de Gestión de Plataforma). Otros aspectos del diseño que condujeron a la oferta ganadora son las similitudes con la fragata clase MEKO A-200 y su sistema de construcción modular, lo que permite versatilidad en futuras actualizaciones.
La Armada de Brasil también planea construir destructores de 7.000 toneladas después de la entrega de las nuevas fragatas, y TKMS ha presentado a la Armada su destructor de defensa aérea MEKO A-400 de 7.200 toneladas más moderno, una versión mejorada de la Clase Sachsen. Las similitudes entre los proyectos y el alto nivel de coincidencia entre los requisitos también fueron decisivos para la victoria del consorcio.

## Historial
Al junio de 2022 fue presentada una sección de la plaza de máquinas de la fragata, construida para calificación del astillero y la construcción comenzó oficialmente al septiembre del mismo año con el corte de la primera hoja.

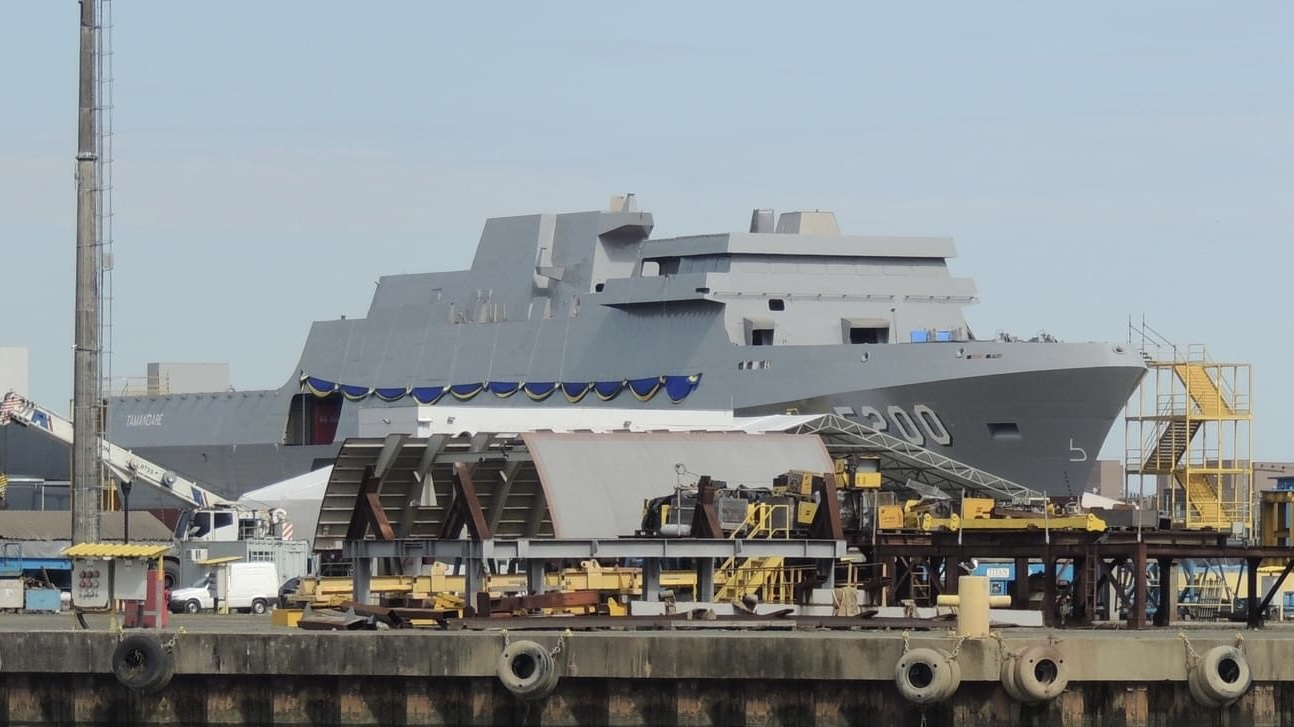
Fragata Tamandaré en el astillero en Itajaí, Brasil

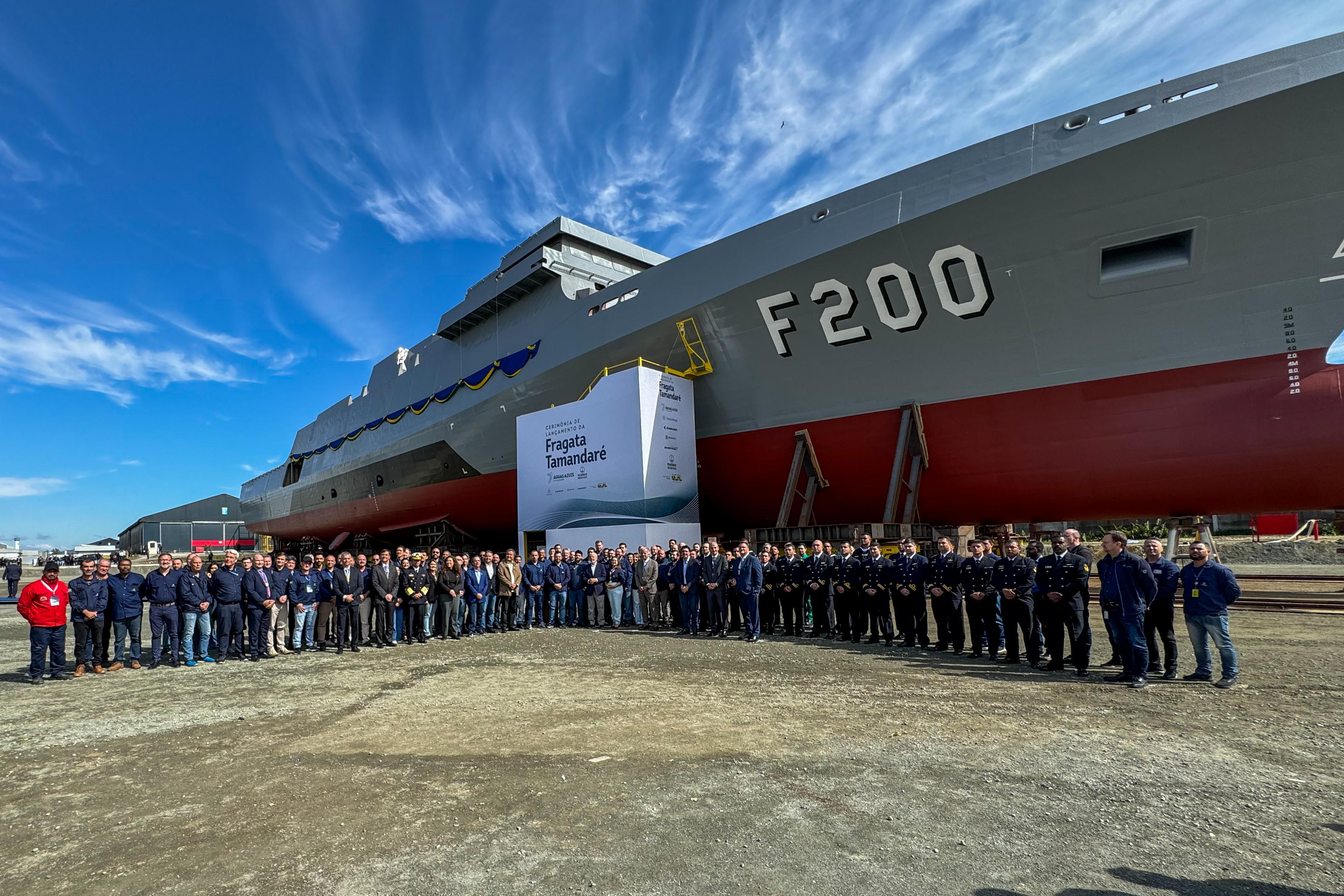
Botaura de la Fragata Tamandaré F200 - 2024

La colocación de la quilla fue realizada al 24 de marzo de 2023, la botadura de la Fragata “Tamandaré” ocurrió al 9 de agosto de 2024 y su entrega a la Marina de Brasil está programada para diciembre de 2025. La entrega de los demás buques de la clase hasta diciembre de 2029.
La colocación de la quilla de la segunda unidad de la clase, la F201 "Jerônimo de Albuquerque" ocurrió en junio de 2024 y su lanzamiento está previsto para 2026. El início de la construcción de la F202 "Cunha Moreira" está programado para el diciembre de 2024.

## Unidades
Están contratadas cuatro unidades iniciales de la clase, durante la botadura de la F200 la Marina de Brasil ha divulgado informaciones sobre más 4 unidades de fragatas, de numerales F204 a F207.
| Designativo | Nombre                  | Astillero          | Fecha | Lanzamiento | Comisionamento | Situación         |
| ----------- | ----------------------- | ------------------ | ----- | ----------- | -------------- | ----------------- |
| F200        | Tamandaré               | Brasil Sul, Itajaí | 2022  | 2024        | 2025           | En pruebas de mar |
| F201        | Jerônimo de Albuquerque | Brasil Sul, Itajaí | 2023  | 2025        | 2026           | Botada            |
| F202        | Cunha Moreira           | Brasil Sul, Itajaí | 2024  | 2026        | 2028           | En construcción   |
| F203        | Mariz e Barros          | Brasil Sul, Itajaí | TBD   | 2028        | 2029           | Contratada        |
| F204 - F207 |                         | Brasil Sul, Itajaí | TBD   | TBD         | TBD            | Planeadas         |